# Anne Tölle-Honekamp
Anne Tölle-Honekamp (* 22. Mai 1896 in Borken; † 27. Juni 1944 in Schloß Neuhaus (Paderborn)) war eine deutsche Schriftstellerin.

## Leben
Anne Honekamp wurde als sechstes Kind des Rektors der Josefschule in Bocholt Theodor Gerhard Honekamp und seiner Ehefrau Sophia Honekamp geboren. Von 1913 bis 1915 besuchte sie das Lehrerinnenseminar in Koblenz-Oberwerth. Nach ihrem Examen war sie als Volksschullehrerin in Ochtendung (1915), Bocholt (1916–1921) und Wiesdorf (1921–1923) tätig. 1923 heiratete sie den Journalisten Hermann Tölle aus Paderborn und schied aus dem Schuldienst aus. Das Paar bekam drei Kinder und siedelte nach Berlin über. Ihre letzten Lebensjahre verbrachte sie in Kaunas. Kurz nach ihrer Rückkehr nach Deutschland starb sie mit nur 48 Jahren und ist auf dem Westfriedhof in Paderborn begraben.

## Künstlerisches Schaffen
Schon in jungen Jahren pflegte sie Kontakt zum Kreis westfälischer Dichter um Heinrich Luhmann, Karl Wagenfeld und Friedrich Castelle und korrespondierte mit Gustav Falke, Richard Dehmel und Paul Keller, in dessen Jahrbuch „Die Bergstadt“ sie Gedichte publizierte. Mit Margarete Windthorst verband sie eine langjährige Freundschaft.
Gefördert wurde sie von Wilhelm Uhlmann-Bixterheide, der sie in seinem Sammelwerk „Westfalens Dichter und Erzähler“ erstmals mit fünf ihrer Gedichte einer breiten Öffentlichkeit vorstellte. Zahlreiche ihrer Gedichte, Märchen, Kurzprosatexte und literarischen Betrachtungen erschienen ab 1914 in den Anthologien „Westmünsterland – Monatsschrift für Heimatpflege“, „Die Bergstadt“ und dem von Fritz Mielert herausgegebenen „Westfalenbuch“.
Ihre besondere Aufmerksamkeit widmete sie dem jungen Medium Rundfunk. Der Schriftsteller Ernst Hardt, Intendant des 1927 gegründeten Westdeutschen Rundfunks WERAG, gab ihr oft Gelegenheit, mit literarischen Essays, Vorträgen, Lesungen Hörfolgen und Hörspielen im Programm zu erscheinen. 1932 und 1933 strahlte der „Vlaamse Nationaal Radio Omroep“ in Brüssel ihr Hörspiel „Schicksal auf Drähten (Centrale hier)“, übersetzt von Gust De Muynck, in flämischer Sprache aus. Einige ihrer Gedichte wurden von Antanas Kruminas ins Litauische übertragen, andere von Otto Siegl („Schneeflocken, selige Tänzer“) und Robert Ruthenfranz („Liederzyklus“) vertont. 1933 zog sie sich aus dem Literaturbetrieb zurück, schrieb jedoch weiter. Der Roman „Die silbernen Straße“ (1942/3) erschien erst postum (1948).
Wiederentdeckt wurde die Schriftstellerin von dem Theaterkollektiv Die Happy Few (Sina Ebell u. a.), die mit ihrem Projekt Zusammenkunst im Rahmen der Veranstaltung Der 3. Ort Borken von Mai bis August 2022 mit Lesungen ihrer Werke auftraten u. a. dem unveröffentlichten Gedicht Kamerad und der zum Hörspiel umgearbeiteten Kurzgeschichte Bernhard. Am 8. September 2023 findet eine weitere Lesung mit musikalischer Begleitung anlässlich der Kulturwoche Borken Jetzt statt.
Ihr Nachlass befindet sich im Westfälischen Handschriftenarchiv der Stadt- und Landesbibliothek Dortmund und im Stadtarchiv Bielefeld, die Korrespondenz mit Gustav Falke umfasst 47 Schreiben und liegt im Stadtarchiv Lübeck.

## Werke
- Zur Familienfeier. Das neue Glückwunschbüchlein für Erwachsene: Gedichte, ernste und heitere Vorträge, Aufführungen, Reden und ein Anhang telegraphischer Glückwünsche, Temming u. Heilborn, Bocholt 1927.
- Schicksal auf Drähten, Temming u. Heilborn, Bocholt o. J.
- Schuster Sonntag erhält einen Einschreibebrief, Deutsche Landbuchhandlung, Berlin 1934 (mit Hermann Tölle)
- Die silberne Straße, Laumann, Dülmen 1948